# سالومبار
سالومبار (به انگلیسی: Salumbar) یک منطقهٔ مسکونی در هند است که در بخش اودایپور واقع شده‌است. سالومبار ۱۵٬۸۶۲ نفر جمعیت دارد و ۲۶۲ متر بالاتر از سطح دریا واقع شده‌است.